# Andrés Galván Rivas
Andrés Galván Rivas (Canatlán, Durango, 29 de agosto de 1960) es un político mexicano, miembro del Partido Acción Nacional, fue senador por Durango en el periodo de 2006 a 2012.
Se ha dedicado a actividades empresariales en el ramo de comercio, ha sido diputado federal a la LVI Legislatura de 1994 a 1997, y en dos ocasiones candidato a presidente municipal de Canatlán, fue candidato del PAN a gobernador de Durango en las Elecciones de 2004.
En 2006 fue electo senador de mayoría por su estado.